# Sphenorhina
Sphenorhina är ett släkte av insekter. Sphenorhina ingår i familjen spottstritar.

## Dottertaxa tillSphenorhina, i alfabetisk ordning[1]
- Sphenorhina albifascia
- Sphenorhina assimilis
- Sphenorhina bivitta
- Sphenorhina colombiana
- Sphenorhina confusa
- Sphenorhina conspicua
- Sphenorhina coronata
- Sphenorhina croceofasciata
- Sphenorhina cruciata
- Sphenorhina cyanescens
- Sphenorhina cygnus
- Sphenorhina decernens
- Sphenorhina digitata
- Sphenorhina distans
- Sphenorhina distinguenda
- Sphenorhina fallaciosa
- Sphenorhina femorata
- Sphenorhina fissurata
- Sphenorhina hebes
- Sphenorhina illuminatula
- Sphenorhina imperans
- Sphenorhina inflexa
- Sphenorhina insularis
- Sphenorhina intricata
- Sphenorhina latifascia
- Sphenorhina lemoulti
- Sphenorhina lineata
- Sphenorhina lineolata
- Sphenorhina liturata
- Sphenorhina nicaraguana
- Sphenorhina nigrotaenia
- Sphenorhina nigrotarsis
- Sphenorhina noctua
- Sphenorhina normandiae
- Sphenorhina nox
- Sphenorhina nuptialis
- Sphenorhina ornatipennis
- Sphenorhina pallifascia
- Sphenorhina panamensis
- Sphenorhina peruana
- Sphenorhina phalerata
- Sphenorhina puncta
- Sphenorhina quezaltana
- Sphenorhina relata
- Sphenorhina rubra
- Sphenorhina ruida
- Sphenorhina sanguiniplaga
- Sphenorhina secundaria
- Sphenorhina septemnotata
- Sphenorhina sericea
- Sphenorhina similis
- Sphenorhina translucida
- Sphenorhina tucurricae
- Sphenorhina tullia
- Sphenorhina turpior
- Sphenorhina varians
- Sphenorhina victoriae